# Pervomaiski (Pávlovskaya, Krasnodar)
Pervomaiski (del ruso: Первомайский) es un jútor del raión de Pávlovskaya del krai de Krasnodar, en Rusia. Está situado a orillas del río Tijonkaya, afluente del río Chelbas, 16 km al sur de Pávlovskaya y 125 km al nordeste de Krasnodar, la capital del krai. Tenía 399 habitantes en 2010.
Pertenece al municipio Novoleushkovskoye.

## Transporte
Al este de la localidad pasa la carretera federal M29 Cáucaso.